# José Beltrão
José Beltrāo est un cavalier portugais né le 27 novembre 1905 à Lisbonne et mort en 1948.

## Carrière
Sa carrière amateur est principalement marquée par une médaille de bronze remportée aux Jeux olympiques de Berlin en 1936 en saut d'obstacles par équipes avec Domingos de Sousa et Luis Mena e Silva.